# Neogale frenata
A Neogale frenata é uma espécie do gênero Mustela encontrada nas Américas do Norte, Central e do Sul. Ela é diferente do arminho (Mustela erminea), um parente próximo do mesmo gênero que se originou na Eurásia e cruzou a América do Norte há cerca de meio milhão de anos; as duas espécies são visualmente semelhantes, especialmente a ponta da cauda preta.
As Neogale frenata apresentam padrões de seleção de habitat dependentes da escala, favorecendo manchas florestais, cercas e valas de drenagem e evitando campos agrícolas, o que sugere sensibilidade à fragmentação do habitat devido a práticas agrícolas.

## Taxonomia
A Neogale frenata foi originalmente descrita no gênero Mustela com o nome de Mustela frenata por Martin Lichtenstein em 1831. Em 1993, a classificação, Mustela frenata, foi aceita na segunda edição da Taxonomia de Wilson e Reeder, publicada pela Smithsonian Institution Press. A espécie, com a classificação e o nome Mustela frenata, foi aceita na Global Biodiversity Information Facility. Posteriormente, em um estudo publicado em 2021 no Journal of Animal Diversity, Bruce Patterson et al. reclassificaram a Neogale frenata no gênero Neogale, juntamente com outras duas espécies anteriores de Mustela, bem como as duas espécies anteriormente classificadas em Neovison.

## Evolução

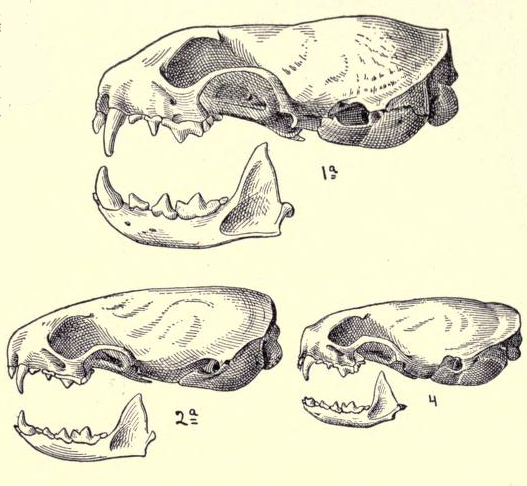
Crânios de uma Neogale frenata (em cima), de um arminho (embaixo à esquerda) e da doninha-anã (embaixo à direita), conforme ilustrado na obra Synopsis of the Weasels of North America, de Clinton Hart Merriam.

A Neogale frenata é o produto de um processo iniciado há 5 a 7 milhões de anos, quando as florestas do norte foram substituídas por pastagens abertas, provocando assim uma evolução explosiva de pequenos roedores escavadores. Os ancestrais da N. frenata eram maiores do que a forma atual e passaram por uma redução de tamanho para explorar a nova fonte de alimento. A N. frenata surgiu na América do Norte há 2 milhões de anos, pouco antes de o arminho evoluir como sua imagem espelhada na Eurásia. A espécie prosperou durante o Último Período Glacial, pois seu tamanho pequeno e corpo longo permitiam que ela operasse facilmente sob a neve, bem como caçasse em tocas. A N. frenata e o arminho permaneceram separados até meio milhão de anos atrás, quando a queda do nível do mar expôs a Beríngia, permitindo que o arminho atravessasse para a América do Norte. No entanto, ao contrário da última espécie, a N. frenata nunca cruzou a ponte de terra e não se espalhou pela Eurásia.

## Descrição

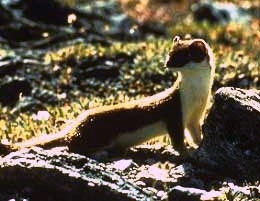
Neogale frenata.

A Neogale frenata é uma das maiores doninhas (incluindo os gêneros Neogale e Mustela) da América do Norte. Há uma discordância substancial quanto à extremidade superior de seu tamanho e à diferença de tamanho por sexo, de acordo com a fonte: uma indica um comprimento de corpo de 300-350 mm e uma cauda que compreende 40-70% do comprimento da cabeça e do corpo. Acrescenta que, na maioria das populações, as fêmeas são 10-15% menores que os machos, o que as torna aproximadamente do mesmo tamanho que os arminhos machos grandes, de acordo com uma segunda fonte. Uma terceira afirma que elas variam de 280-560 mm de comprimento, com a cauda medindo mais 80-150 mm. Ele afirma que a N. frenata pesa entre 85 e 267 g, sendo que os machos têm aproximadamente o dobro do tamanho das fêmeas.
Os olhos são pretos à luz do dia, mas brilham em verde-esmeralda quando iluminados por um holofote à noite. A pelagem dorsal é marrom no verão, enquanto a parte inferior é esbranquiçada e tingida de marrom-amarelado ou amarelado do queixo até a região inguinal. A cauda tem uma ponta preta distinta. As Neogale frenata na Flórida e no sudoeste dos EUA podem ter marcas faciais de cor branca ou amarelada. Nas áreas ao norte, no inverno, o pelo da N. frenata fica branco, às vezes com tons amarelos, mas a cauda mantém a ponta preta. A N. frenata muda duas vezes por ano, uma no outono (de outubro a meados de novembro) e outra na primavera (de março a abril). Cada muda leva cerca de 3 a 4 semanas e é controlada pela duração do dia e mediada pela hipófise. Ao contrário da arminho, cujas solas têm pelagem espessa durante todo o ano, as solas da N. frenata ficam nuas no verão. A N. frenata tem glândulas odoríferas anais bem desenvolvidas, que produzem um odor forte e almiscarado. A análise de um extrato de diclorometano da secreção da glândula anal mostrou que ela continha 2,2-dimetiltiietano, 2,4-dimetiltiietano, 2,3-dimetiltiietano, 2-propiltiietano, 3,3-dimetil-1,2-ditiolano, 3-etil-1,2-ditiolano, indol e 2-aminoacetofenona. Ao contrário dos gambás, que borrifam seu almíscar, a N. frenata arrasta e esfrega seu corpo sobre superfícies para deixar o odor, para marcar seu território e, quando assustada ou ameaçada, para desencorajar predadores.

## Identificação

### Rastros e dejetos
A pegada de uma Neogale frenata tem cerca de 25 mm de comprimento. Embora ela tenha cinco dedos, apenas quatro deles podem ser vistos em suas pegadas. A única exceção a isso é quando caminham na neve ou na lama, onde todos os cinco dedos são mostrados. Suas pegadas também parecerão mais pesadas se a N. frenata estiver carregando comida. Outra maneira de determinar a presença de uma N. frenata é procurar recortes ondulados feitos por suas caudas na neve.
A Neogale frenata usa um local para deixar suas fezes. Esse local geralmente fica perto de onde elas se enterram. Elas continuarão a usar esse local para fazer suas fezes até que ele seja coberto por mudanças ambientais.

### Características distintivas

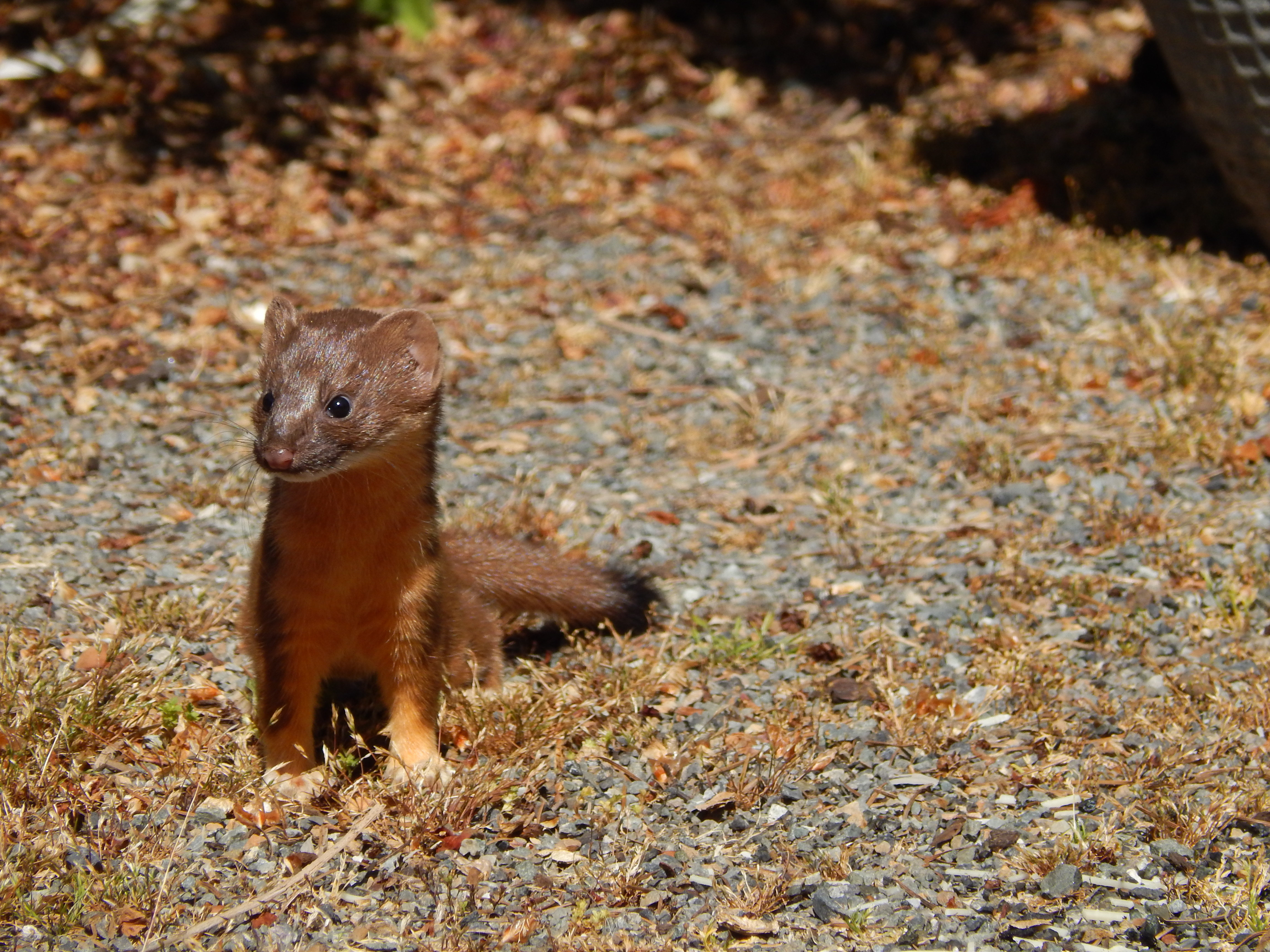
A cauda com ponta preta, o pelo marrom e amarelado e as longas vibrissas distinguem essa Neogale frenata em Seattle, Washington.

A cauda com ponta preta, o pelo da barriga branco-amarelado e o pelo marrom no dorso e nas laterais são características da Neogale frenata. Além disso, a espécie tem vibrissas longas, um corpo longo e estreito e uma cauda longa que tem aproximadamente metade do comprimento do corpo e da cabeça do animal. Em comparação com o arminho, a N. frenata não tem uma linha branca na parte interna das pernas.

## Comportamento

### Reprodução e desenvolvimento
A Neogale frenata acasala em julho-agosto, com a implantação do óvulo fertilizado na parede uterina sendo adiada até março. O período de gestação dura 10 meses, com o desenvolvimento embrionário real ocorrendo apenas durante as últimas quatro semanas desse período, uma adaptação para programar os nascimentos para a primavera, quando há abundância de pequenos mamíferos. A ninhada geralmente consiste de 5 a 8 filhotes, que nascem em abril e maio. Os filhotes nascem parcialmente nus, cegos e pesando 3 gramas, aproximadamente o mesmo peso de um beija-flor. A taxa de crescimento da N. frenata é rápida e, com três semanas de idade, os filhotes já estão bem peludos, podem rastejar para fora do ninho e comer carne. Nessa época, os filhotes pesam de 21 a 27 gramas. Com cinco semanas de idade, os olhos do filhote se abrem e ele se torna fisicamente ativo e vocal. O desmame começa nesse estágio, com os filhotes saindo do ninho e acompanhando a mãe em viagens de caça uma semana depois. Os filhotes estão totalmente crescidos no outono, quando a família se separa. As fêmeas podem se reproduzir aos 3-4 meses de idade, enquanto os machos se tornam sexualmente maduros aos 15-18 meses.

### Comportamento de abrigo
A Neogale frenata se esconde em tocas no chão, embaixo de cepos ou de pilhas de pedras. Em geral, ela não cava suas próprias tocas, mas geralmente usa buracos abandonados de esquilos da tribo Tamiini. A câmara do ninho de 22 a 30 cm de diâmetro está situada a cerca de 60 cm da entrada da toca e é forrada com palha e pelos de presas.

### Defesa
Os inimigos da Neogale frenata geralmente são coiotes, raposas, gatos-selvagens, lobos-cinzentos e os linces-do-canadá. A Neogale frenata exala seu odor almiscarado, mas isso não é usado principalmente quando encontra outras criaturas. Ao sair de uma área em que estavam, elas deixam seu odor para trás. Isso é feito quando elas arrastam seus corpos pelas superfícies com as quais acabaram de interagir. A N. frenata faz isso para “desencorajar os predadores” a voltarem para a área, possivelmente indicando que ela considera essa área um refúgio seguro para o retorno. Esse tipo de reação também é reservado para quando a N. frenata sente que está em perigo ou quando está procurando um parceiro. Escalar árvores é outro tipo de mecanismo de defesa que as N. frenata utilizam contra predadores no solo. Elas escalam uma altura razoável de uma árvore quando sentem que estão em perigo. Em seguida, ficam sentadas em silêncio e “imóveis”, olhando para o suposto predador. Elas mantêm a guarda alta dessa forma até que o predador vá embora e a N. frenata considere que não está mais em perigo.
Outra defesa comum das Neogale frenata é a cauda com ponta preta, cuja cor difere do resto do corpo. Quando a N. frenata fica mais branca no inverno, esse mecanismo de defesa é especialmente usado. A cauda com ponta preta distrai os predadores do resto do corpo, pois é mais visível aos olhos do predador. Isso dificulta bastante a visibilidade da N. frenata em si e faz com que o predador ataque a cauda em vez da N. frenata. Por esse motivo, a N. frenata consegue escapar do predador.

### Dieta

Neogale frenata com presa no condado de Box Elder, em Utah.

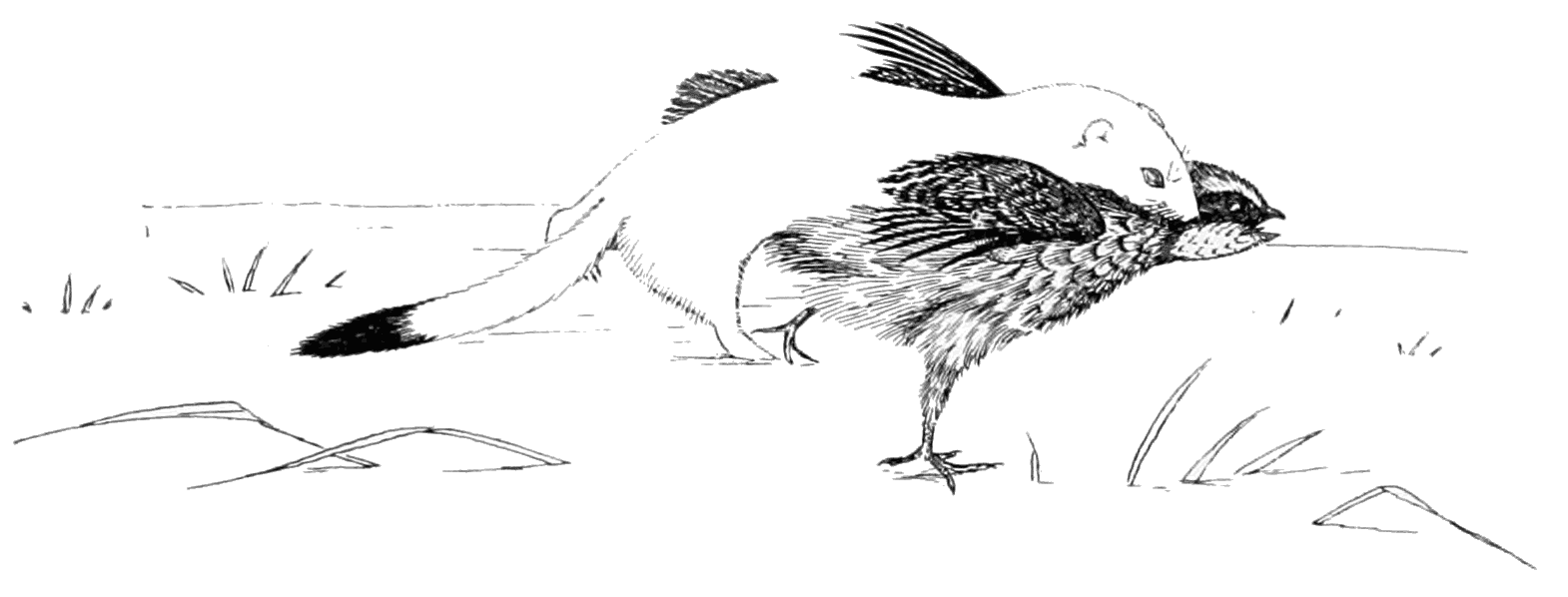
Neogale frenata em pele de inverno atacando uma codorna, conforme ilustrado na Popular Science Monthly.

A Neogale frenata é uma caçadora destemida e agressiva que pode atacar animais muito maiores do que ela. Quando está perseguindo, ela balança a cabeça de um lado para o outro para sentir o cheiro da presa. Ela caça presas pequenas, como ratos, correndo até elas e matando-as com uma mordida na cabeça. Com presas grandes, como coelhos, a N. frenata ataca rapidamente, pegando a presa desprevenida. Ela agarra a parte mais próxima do animal e sobe em seu corpo, mantendo-se presa com as patas. A N. frenata então se movimenta para infligir uma mordida letal no pescoço.
A Neogale frenata é um carnívoro obrigatório que prefere que sua presa esteja fresca ou viva, comendo apenas a carniça armazenada em suas tocas. Os roedores são consumidos quase exclusivamente quando estão disponíveis. Sua presa principal consiste em ratos, esquilos, tâmias, musaranhos, toupeiras e coelhos. Ocasionalmente, ele pode comer pequenas aves, ovos de aves, répteis, anfíbios, peixes, minhocas e alguns insetos. Também se observou que a espécie captura morcegos de colônias em viveiros. Ocasionalmente, mata excedentes (surplus killing), geralmente na primavera, quando os filhotes estão sendo alimentados, e novamente no outono. Alguns dos excedentes podem ser guardados, mas geralmente não são comidos. Os filhotes em cativeiro comem de um quarto a metade de seu peso corporal em 24 horas, enquanto os adultos comem apenas de um quinto a um terço. Depois de matar a presa, a N. frenata absorve o sangue, mas não o suga, como se acredita popularmente. No caso de presas pequenas, também são consumidos o pelo, as penas, a carne e os ossos, mas no caso de presas grandes, apenas parte da carne é ingerida. Ao roubar ovos, a N. frenata retira cada ovo do ninho, um de cada vez, depois o carrega na boca até um local seguro, onde morde a parte superior e lambe o conteúdo ou, se houver bebês na toca, pode segurá-lo na boca até o caminho de volta para eles.

## Subespécies
Em 2005, 42 subespécies eram reconhecidas:
| Subespécies          | Autoridade para a trinomial | Descrição | Área de distribuição                                                                                              | Sinônimos                                                                                                |
| -------------------- | --------------------------- | --- | --- | --- |
| N. f. frenata        | Lichtenstein, 1831          | Uma subespécie grande com cauda longa, ponta preta relativamente curta e cabeça preta com marcas brancas evidentes | México | aequatorialis (Coues, 1877) brasiliensis (Sevastianoff, 1813) mexicanus (Coues, 1877)                    |
| N. f. affinis        | Gray, 1874                  | Uma subespécie grande e muito escura, com poucas marcas brancas no rosto | | costaricensis (J. A. Allen, 1916) macrurus (J. A. Allen, 1912) meridana (Hollister, 1914)                |
| N. f. agilis         | Tschudi, 1844               | | | macrura (J. A. Allen 1916)                                                                               |
| N. f. alleni         | Merriam, 1896               | Semelhante à arizonensis em tamanho e caracteres gerais, mas com as partes superiores mais amareladas | Black Hills, Dakota do Sul                                                                                        | |
| N. f. altifrontalis  | Hall, 1936                  | | | saturata (Miller, 1912)                                                                                  |
| N. f. arizonensis    | Mearns, 1891                | Semelhante à longicauda, mas de tamanho menor | Sistemas da Serra Nevada e das Montanhas Rochosas, chegando à Colúmbia Britânica na região das Montanhas Rochosas | |
| N. f. arthuri        | Hall, 1927                  | | | |
| N. f. aureoventris   | Gray, 1864                  | | | affinis (Lönnberg, 1913) jelskii (Taczanowski, 1881) macrura (Taczanowski, 1874)                         |
| N. f. boliviensis    | Hall, 1938                  | | | |
| N. f. celenda        | Hall, 1944                  | | | |
| N. f. costaricensis  | Goldman, 1912               | | | brasiliensis (Gray, 1874)                                                                                |
| N. f. effera         | Hall, 1936                  | | | |
| N. f. goldmani       | Merriam, 1896               | Semelhante à frenata em tamanho e características gerais, mas com cauda e patas traseiras mais longas, pelagem mais escura e marcações brancas mais restritas                                                                            | Montanhas do sudeste de Chiapas                                                                                   | |
| N. f. gracilis       | Brown, 1908                 | | | |
| N. f. helleri        | Hall, 1935                  | | | |
| N. f. inyoensis      | Hall, 1936                  | | | |
| N. f. latirostra     | Hall, 1896                  | | | arizonensis (Grinnell and Swarth, 1913)                                                                  |
| N. f. leucoparia     | Merriam, 1896               | Semelhante à frenata, mas um pouco maior e com marcas brancas mais extensas | | |
| N. f. longicauda     | Bonaparte, 1838             | Uma subespécie grande com uma cauda muito longa com uma ponta preta curta. As partes superiores são marrom-amareladas pálidas ou marrom-âmbar cru pálido, enquanto as partes inferiores variam em cor de amarelo forte a laranja-ocráceo | Grandes Planícies do Kansas em direção ao norte                                                                   | |
| N. f. macrophonius   | Elliot, 1905                | | | |
| N. f. munda          | Bangs, 1899                 | | | |
| N. f. neomexicanus   | Barber and Cockerell, 1898  | | | |
| N. f. nevadensis     | Hall, 1936                  | | | longicauda (Coues, 1891)                                                                                 |
| N. f. nicaraguae     | J. A. Allen, 1916           | | | |
| N. f. nigriauris     | Hall, 1936                  | | | xanthogenys (Gray, 1874)                                                                                 |
| N. f. notius         | Bangs, 1899                 | | | |
| N. f. noveboracensis | Emmons, 1840                | Uma subespécie grande, com uma cauda mais curta do que a longicauda. As partes superiores são ricas em marrom chocolate escuro, enquanto as partes inferiores e o lábio superior são brancos e manchados com uma coloração amarelada     | Leste dos Estados Unidos, do sul do Maine até a Carolina do Norte e do oeste até Illinois                         | fusca (DeKay, 1842) richardsonii (Baird, 1858)                                                           |
| N. f. occisor        | Bangs, 1899                 | | | |
| N. f. olivacea       | Howell, 1913                | | | |
| N. f. oregonensis    | Merriam, 1896               | Semelhante á xanthogenys, mas maior, de cor mais escura e com marcas faciais mais restritas | Vale do Rio Rogue, Oregon                                                                                         | |
| N. f. oribasus       | Bangs, 1899                 | | | |
| N. f. panamensis     | Hall, 1932                  | | | |
| N. f. peninsulae     | Rhoads, 1894                | Igual em tamanho à noveboracensis, mas com um crânio mais parecido com o da longicauda. As partes superiores são marrom chocolate sem brilho, enquanto as partes inferiores são amareladas                                               | Flórida peninsular                                                                                                | |
| N. f. perda          | Merriam, 1902               | | | |
| N. f. perotae        | Hall, 1936                  | | | |
| N. f. primulina      | Jackson, 1913               | | | |
| N. f. pulchra        | Hall, 1936                  | | | |
| N. f. saturata       | Merriam, 1896               | Semelhante à arizonensis, mas maior e mais escura, com uma barriga ocre e manchas distintas atrás dos cantos da boca | Cordilheira das Cascatas                                                                                          | |
| N. f. spadix         | Bangs, 1896                 | Similar to longicauda, but much darker | | |
| N. f. texensis       | Hall, 1936                  | | | |
| N. f. tropicalis     | Merriam, 1896               | Semelhante à frenata, mas muito menor e mais escura, com marcas faciais brancas menos extensas e barriga laranja | O cinturão da costa tropical do sul do México e da Guatemala, de Veracruz para o sul                              | frenatus (Coues, 1877) noveboracensis (DeKay, 1840) perdus (Merriam, 1902) richardsoni (Bonaparte, 1838) |
| N. f. washingtoni    | Merriam, 1896               | Semelhante á noveboracensis em tamanho, mas com uma cauda mais longa e uma ponta preta mais curta | Washington | |
| N. f. xanthogenys    | Gray, 1843                  | Uma subespécie de tamanho médio com cauda longa, rosto com marcas esbranquiçadas e partes inferiores ocráceas | As faunas de Sonora e da Califórnia, em ambos os lados das montanhas de Serra Nevada                              | |

## Significados culturais
Na América do Norte, os nativos americanos (na região do condado de Chatham, Carolina do Norte) consideravam a Neogale frenata um mau sinal; cruzar seu caminho significava uma “morte rápida”.